# ليزلي كود
ليزلي كود (بالإنجليزية: Leslie Edward Wostall Codd)‏ هو مستكشف وعالم نبات جنوب أفريقي، ولد في 16 سبتمبر 1908 في Dundee, KwaZulu-Natal ‏ في جنوب أفريقيا، وتوفي في 2 مارس 1999 في بريتوريا في جنوب أفريقيا.